# Oliveira de Frades
Pour les articles homonymes, voir Oliveira.
Oliveira de Frades est une municipalité (en portugais : concelho ou município) du Portugal, située dans le district de Viseu et la région Centre.

## Géographie
La municipalité est divisée en deux parties sans continuité territoriale, de superficies inégales.
La partie la plus étendue est limitrophe :
- au nord-est, de São Pedro do Sul,
- au sud-est, de Vouzela,
- au sud-ouest, d'Águeda,
- à l'ouest, de Sever do Vouga,
- au nord-ouest, de Vale de Cambra.

La partie la moins étendue est limitrophe :
- au nord et au nord-est, de Vouzela,
- au sud et au sud-ouest, de Tondela,
- à l'ouest, d'Águeda.

## Démographie
| 1801 | 1849   | 1900  | 1930   | 1960   | 1981   | 1991   | 2001   | 2004   |
| ---- | ------ | ----- | ------ | ------ | ------ | ------ | ------ | ------ |
| 656  | 10 898 | 9 168 | 10 468 | 10 858 | 10 391 | 10 584 | 10 584 | 10 597 |

## Subdivisions
La municipalité de Oliveira de Frades groupe 12 paroisses (freguesia, en portugais) :
- Arca
- Arcozelo das Maias
- Destriz
- Oliveira de Frades
- Pinheiro
- Reigoso
- Ribeiradio
- São João da Serra
- São Vicente de Lafões
- Sejães
- Souto de Lafões
- Varzielas